# Matías González (calciatore 1999)
Matías Tomás González (Godoy Cruz, 2 luglio 1999) è un calciatore argentino, attaccante del Godoy Cruz.

## Caratteristiche tecniche
È un'ala destra.

## Carriera
È cresciuto nel settore giovanile del Godoy Cruz, con cui ha debuttato il 3 novembre 2020 nell'incontro di Copa Diego Armando Maradona perso 2-1 contro il Rosario Central. Il 4 febbraio 2022 è stato ceduto in prestito al Dep. Maipú, dove ha giocato 16 incontri in Primera B Nacional. Il 26 gennaio 2023 è passato con la stessa formula al Los Andes in Primera B Metropolitana, trasferimento in seguito esteso anche al 2024.
Nel gennaio del 2025 è rientrato al club biancoblù che lo ha confermato in rosa.

## Statistiche

### Presenze e reti nei club
Statistiche aggiornate al 30 marzo 2025.
| Stagione         | Squadra          | Campionato       | Campionato | Campionato | Coppe nazionali | Coppe nazionali | Coppe nazionali | Coppe continentali | Coppe continentali | Coppe continentali | Altre coppe | Altre coppe | Altre coppe | Totale | Totale | Totale |
| Stagione         | Squadra          | Comp             | Pres       | Reti       | Comp            | Pres            | Reti            | Comp               | Pres               | Reti               | Comp        | Pres        | Reti        | Pres   | Reti   |        |
| ---------------- | ---------------- | ---------------- | ---------- | ---------- | --------------- | --------------- | --------------- | ------------------ | ------------------ | ------------------ | ----------- | ----------- | ----------- | ------ | ------ | ------ |
| 2020             | Godoy Cruz       | -                | -          | -          | CM              | 3               | 0               | -                  | -                  | -                  | -           | -           | -           | 3      | 0      |        |
| 2021             | Godoy Cruz       | PD               | 3          | 0          | CA+CdL          | 0+1             | 0               | -                  | -                  | -                  | -           | -           | -           | 4      | 0      |        |
| 2022             | Dep. Maipú       | PBN              | 16         | 0          | CA              | 0               | 0               | -                  | -                  | -                  | -           | -           | -           | 16     | 0      |        |
| 2023             | Los Andes        | PBM              | 12         | 4          | CA              | 0               | 0               | -                  | -                  | -                  | -           | -           | -           | 12     | 4      |        |
| 2024             | Los Andes        | PBM              | 29         | 2          | CA              | 1               | 0               | -                  | -                  | -                  | -           | -           | -           | 30     | 2      |        |
| Totale Los Andes | Totale Los Andes | Totale Los Andes | 41         | 6          |                 | 1               | 0               |                    | -                  | -                  |             | -           | -           | 42     | 6      |        |
| 2025             | Godoy Cruz       | PD               | 4          | 0          | CA              | 0               | 0               | -                  | -                  | -                  | -           | -           | -           | 4      | 0      |        |
| Totale carriera  | Totale carriera  | Totale carriera  | 64         | 6          |                 | 5               | 0               |                    | -                  | -                  |             | -           | -           | 69     | 6      |        |